# Max Koppel (Unternehmer)
Max Koppel (* 17. Juni 1840 in Kleinerdlingen; † 17. April 1917 in Nördlingen) war der Sohn des Glasermeisters Josef Koppel (gest. 1874). 1897 gründete er mit seinen Söhnen Emil Koppel (1872–1941) und David Koppel (1873–1934) die bedeutenden Syenit-, Granit- und Marmor-Werke Max Koppel & Söhne und errichtete hierzu ein auch heute noch weitgehend erhaltenes Fabrikgebäude in Ziegelbauweise vor dem Löpsinger Tor mit eigenem Gleisanschluss an die   Württembergische, bzw. Bayerische Staatsbahn.
Der Entwurf der Fabrik stammte vom städtischen Bauingenieur Max Gaab, der bereits Architekt der imposanten 1866 eingeweihten Synagoge (Nördlingen) war. Das enorme Ausmaß des Koppel'schen Marmorwerkes zeigt eine Lithographie von Wilhelm Zeiträg aus dem Jahre 1911, die als Briefkopf der Firma Verwendung fand. 1905 eröffnete Koppel eine Filiale in München ganz in der Nähe des alten jüdischen Friedhofs.

Das Werksgelände auf dem Briefpapier der Fa. Koppel (1911)

Zum Angebotsspektrum der Fabriken gehörten komplette Ladeneinrichtungen (etwa für Friseure), Tischplatten für Restaurants, Treppen, Ausstattungen für das Baugewerbe und Wandverkleidungen aller Art und hochwertige, meist aus schwarzem Syenit gefertigte Grabsteine. Davon sind allein am jüdischen Friedhof in Augsburg 135 Exemplare erhalten geblieben, über dreißig in München, darüber hinaus u. a. in Nürnberg, Stuttgart oder Ingolstadt, aber auch in der Fürstengruft des Hauses Oettingen-Spielberg in Oettingen.
Das Werk für Monumentalbauten, Bau- und Möbelarbeiten profitierte auch vom Bauboom von der Gründerzeit bis zum Ersten Weltkrieg und bildete mit bis zu 60 Arbeitern zeitweilig den zweitgrößten Gewerbebetrieb und Arbeitgeber in Nördlingen. „Max Koppel & Söhne“ genoss auch Wertschätzung durch das bayerische Königshaus und gewann werbewirksame Medaillen bei Gewerbeausstellungen, wie etwa 1906 in Nürnberg anlässlich des hundertjährigen Jubiläums des Königreichs Bayern. Noch 1913 wurde die Firma in Leipzig sodann auch mit dem renommierten Staatspreis des Königreichs Sachsen ausgezeichnet, was die überregionale Geltung des Betriebs unterstreicht.

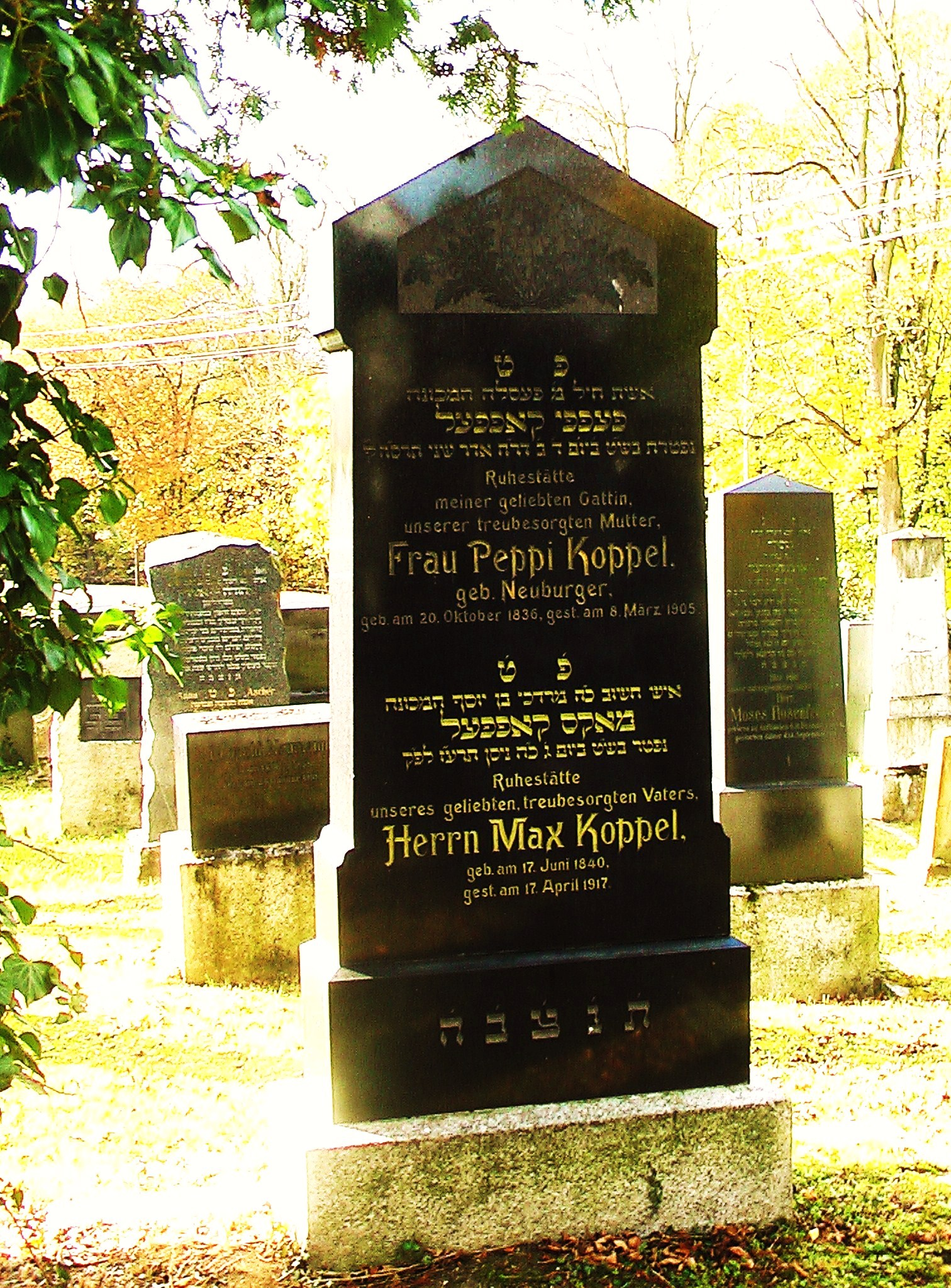
Grabstein von Max und Peppi Koppel am jüdischen Friedhof in Nördlingen

## Weitere Entwicklung der Firma nach Max Koppels Tod
Der Erste Weltkrieg bildete eine erste Zäsur. Der Firmengründer Max Koppel starb 1917 und wurde am jüdischen Friedhof von Nördlingen bestattet, während sein Sohn David als Soldat am Kriegsgeschehen teilnahm und  1918 in britische Gefangenschaft geriet, aus der er erst zwei Jahre später wieder zurückkehrte. Aber auch Arbeiter der Firma gerieten in Gefangenschaft oder fielen. Die nach dem Krieg folgenden Wirtschaftskrisen machten sich auch in der Naturstein-Industrie bemerkbar, zumal nun mit der Kunststein-Produktion preisgünstigere Konkurrenz entstanden war. Nach dem Tod von David Koppel im Frühjahr 1934 zeichnete sich das unabwendbare Ende der Geschäftstätigkeit des Koppel'schen Betriebs ab, zumal seine Witwe und ihre Söhne im nationalsozialistisch und antisemitisch geprägten Deutschen Reich keine Zukunft für einen jüdischen Geschäftsbetrieb sahen und auf den Verkauf des Grundstücks mit seinen baulichen Anlagen drängten. 1935 kam es deshalb zur Zwangsversteigerung. Emil Koppel verstarb einsam und verbittert am 23. November 1941, womit ihm jedoch zumindest die Deportation erspart blieb.
Heute erinnern die großenteils erhaltenen baulichen Anlagen von „Max Koppel & Söhne“ an einen einstmals weit überregional anerkannten Natursteinbetrieb und bedeutendsten Hersteller jüdischer Grabsteine in Süddeutschland. Nach 1935 kam auf dem Firmengelände die Schuhfabrik „Steinacker & Hartmann“ unter, von 2010 bis 2012 fand hier die Schauspiel-Manufaktur von Nico Jilka eine vorübergehende Heimstätte. Aktuelle Planungen sehen eine Wohnbebauung unter Beibehaltung der historischen Fabrikarchitektur vor.